# Густав Люттге
Густав Люттге (нім. Gustav Lüttge; 26 грудня 1890, Галле — 25 грудня 1963, Гамбург) — німецький військово-морський інженер, доктор політичних наук (24 лютого 1924), віце-адмірал-інженер крігсмаріне (1 квітня 1945).

## Біографія
1 листопада 1911 року вступив на флот кандидатом на посаду морського інженера. Учасник Першої світової війни, служив на лінійному кораблі «Принц-регент Луітпольд», вахтовим інженером на міноносцях і на лінійному кораблі «Швабія». У серпні 1917 року переведений в підводний флот, головний інженер підводного човна U-19 (лютий-листопад 1918). Після закінчення війни залишений на флоті. З 25 січня 1925 року — референт в Морському керівництві, з 28 вересня 1927 року — інженер 2-ї півфлотилії міноносців. З 30 вересня 1929 по 15 січня 1930 року — головний інженер крейсера «Амазон», з 22 вересня 1930 по 31 березня 1931 року — інженер штабу військово-морської станції «Нордзе», з 1 квітня 1933 по 10 травня 1935 року — головний інженер броненосця «Дойчланд». З 25 вересня 1936 року — референт ОКМ. 1 листопада 1938 року очолив Технічний відділ верфей ОКМ. З 8 листопада 1939 року — начальник Відділу постачань ОКМ (з 1 квітня 1942 року — управлінська група постачань і палива ОКМ). 15 квітня 1944 року переведений в Управління морських озброєнь, а 1 серпня очолив службу озброєнь і економіки ВМФ. В січні-травні 1945 року — комісар з постачання ВМФ вугіллям. У травні 1945 року інтернований союзниками. 20 квітня 1947 року звільнений.

## Нагороди
- Залізний хрест 2-го і 1-го класу
- Нагрудний знак підводника (1918)
- Почесний хрест ветерана війни з мечами
- Медаль «За вислугу років у Вермахті» 4-го, 3-го, 2-го і 1-го класу (25 років; 2 жовтня 1936) — отримав 4 нагороди одночасно.
- Орден «За військові заслуги» (Болгарія) 2-го ступеня з військовою відзнакою

## Біографія
- Залесский К. А. Кригсмарине. Военно-морской флот Третьего рейха. — Москва: Яуза, Эксмо, 2005. — 638 с. — (Энциклопедия Третьего рейха) — 5000 прим. — ISBN 5-699-10354-6.